# Júnior (calciatore 1954)
Leovegildo Lins da Gama Júnior, meglio noto semplicemente come Júnior, Léo Júnior o Júnior Capacete (João Pessoa, 29 giugno 1954), è un ex calciatore e allenatore di calcio brasiliano, di ruolo difensore o centrocampista.
Nel 2004 è stato inserito da Pelé nel FIFA 100, lista che includeva i 125 migliori giocatori viventi al momento della redazione.

## Caratteristiche tecniche
Júnior iniziò da difensore laterale lungo la fascia destra; poi fu spostato sul lato opposto del campo, sebbene calciasse col piede destro. Notevoli erano le sue proiezioni offensive e la precisione nei cross e nelle conclusioni. Nella fase finale della carriera agì da regista di centrocampo, distinguendosi per l'abilità nell'organizzazione della manovra offensiva quanto per la capacità di adempiere ai compiti difensivi, oltre che per l'eleganza, la saggezza tattica e le doti di leadership. Fu inoltre un ottimo tiratore di calci di punizione e rigori.

## Carriera

### Giocatore

#### Club

##### Flamengo

Júnior (a sinistra) in azione al Flamengo, inseguito dall'interista Beccalossi, durante il Mundialito per club 1983

Militò per dieci anni nel Flamengo, club di cui era capitano e con il quale vinse quattro campionati di Rio, una Coppa Libertadores e un'Intercontinentale prima di trasferirsi in Italia. Durante questo periodo si guadagnò il soprannome Capacete (italiano: casco), per la capigliatura afro che portava.

##### Torino
Il 12 giugno 1984 venne acquistato dal Torino per circa due milioni di dollari. Júnior chiese e ottenne delle garanzie per giocare da centrocampista anziché da difensore laterale, sia perché considerava il primo come il ruolo a lui più congeniale ma anche in quanto lo riteneva meno logorante, così da poter prolungare la propria carriera.
Nonostante fosse ormai trentenne, dopo qualche difficoltà iniziale divenne il cardine del centrocampo della formazione allenata da Gigi Radice. Durante il suo primo anno in Italia fu vittima di due episodi di razzismo. A Milano venne ripetutamente insultato e coperto di sputi mentre usciva dallo stadio assieme alla madre e al padrino. A Torino, in occasione di un derby, alcuni tifosi della Juventus esposero degli striscioni gravemente offensivi riguardanti il colore della pelle; i torinisti risposero con un altro striscione: «Meglio negro che juventino». Al termine della stagione, conclusa al secondo posto dietro al Verona, fu giudicato giocatore dell'anno.

Júnior al Torino

Nel corso della sua militanza col Torino gli venne pure attribuito il nomignolo "Papà Júnior", per via dell'età e dell'aspetto non più giovane.
Nel 1987 si deteriorò il rapporto con Radice. Questi riteneva il suo rendimento inferiore a quello della prima stagione, mentre Júnior rimase particolarmente stizzito per essere stato sostituito durante la partita di coppa UEFA contro l'Hajduk Spalato che determinò l'eliminazione della squadra: ciò portò Radice a dire di non essere un assistente sociale tenuto a preoccuparsi dei problemi dei giocatori e Júnior replicò rancorosamente.

##### Pescara
Júnior passò al Pescara, squadra appena promossa in Serie A e con la quale riuscì subito ad affermarsi: durante il ritiro estivo il capitano in carica Gian Piero Gasperini gli cedette la carica, avendone riconosciuto il carisma. In quel periodo Júnior condusse anche, sul canale locale Telemare, un programma televisivo intitolato Brasi... Leo, durante il quale si occupava di calcio ma anche di musica, sua grande passione. Col Pescara disputò complessivamente due stagioni: nella prima la squadra si classificò quattordicesima e mantenne la permanenza in Serie A, nell'altra terzultima e dovette tornare in Serie B.

Júnior capitano del Pescara nel campionato 1987-1988

Nel 1989 Júnior decise di tornare in patria a causa del logoramento causatogli dalla lotta per non retrocedere. Rimase inoltre particolarmente amareggiato per l'espulsione inflittagli nella gara contro il Cesena, prima in carriera: il guardalinee segnalò all'arbitro una sua gomitata, ma il giocatore negò con fermezza di aver compiuto tale gesto. A conclusione della sua ultima stagione in Italia venne giudicato secondo miglior straniero del campionato, precedendo campioni come Careca, Maradona e Gullit.

##### Ritorno al Flamengo
Tornato a vestire la maglia del Flamengo, che gli garantì solo la quarta parte dell'ingaggio percepito in Italia, vincerà ancora una Coppa del Brasile nel 1990, un Campionato carioca nel 1991 e un Brasileirão nel 1992, ultimo conseguimento della sua longeva attività agonistica. Nel 1991 fece una breve riapparizione nel Torino, disputando da aggregato la vittoriosa finale della Coppa Mitropa 1991.
Si ritirò infatti nel 1993, ormai trentanovenne, nonostante fosse ancora tra i primi nelle tabelle di merito.

#### Nazionale
Con la Nazionale brasiliana, Júnior partecipò, all'apice della carriera, ai Mondiali del 1982, durante i quali segnò una rete spettacolare contro l'Argentina ma contribuì pure in maniera decisiva all'eliminazione della sua squadra nel match contro l'Italia, tenendo in gioco Paolo Rossi in occasione del definitivo 3-2. Prese parte inoltre all'edizione del 1986 in Messico e alla Coppa America del 1983, perdendo la finale contro l'Uruguay.

### Dopo il ritiro
Júnior ha allenato il Flamengo in due diverse occasioni, nel 1993-1994 e nel 1997. Nel 1998 ha commentato i Mondiali per la televisione brasiliana e nel 2004 ha ricoperto per un breve periodo la carica di direttore sportivo, sempre per il club rubro-negro. Da allora lavora come commentatore televisivo e analista per il canale brasiliano Rede Globo.

## Statistiche

### Presenze e reti nei club italiani
| Stagione        | Squadra         | Campionato      | Campionato | Campionato | Coppe nazionali | Coppe nazionali | Coppe nazionali | Coppe continentali | Coppe continentali | Coppe continentali | Altre coppe | Altre coppe | Altre coppe | Totale | Totale |
| Stagione        | Squadra         | Comp            | Pres       | Reti       | Comp            | Pres            | Reti            | Comp               | Pres               | Reti               | Comp        | Pres        | Reti        | Pres   | Reti   |
| --------------- | --------------- | --------------- | ---------- | ---------- | --------------- | --------------- | --------------- | ------------------ | ------------------ | ------------------ | ----------- | ----------- | ----------- | ------ | ------ |
| 1984-1985       | Torino          | A               | 26         | 7          | CI              | 6               | 3               | -                  | -                  | -                  | -           | -           | -           | 32     | 10     |
| 1985-1986       | Torino          | A               | 30         | 4          | CI              | 6               | 2               | CU                 | 4                  | 1                  | TE          | 0           | 0           | 40     | 7      |
| 1986-1987       | Torino          | A               | 30         | 1          | CI              | 7               | 0               | CU                 | 8                  | 0                  | -           | -           | -           | 45     | 1      |
| 1987-1988       | Pescara         | A               | 28         | 3          | CI              | 7               | 4               | -                  | -                  | -                  | -           | -           | -           | 35     | 7      |
| 1988-1989       | Pescara         | A               | 34         | 3          | CI              | 8               | 1               | -                  | -                  | -                  | -           | -           | -           | 42     | 4      |
| Totale Pescara  | Totale Pescara  | Totale Pescara  | 62         | 6          |                 | 15              | 5               |                    | -                  | -                  | -           | -           | -           | 77     | 11     |
| 1990-1991       | Torino          | A               | 0          | 0          | CI              | 0               | 0               | -                  | -                  | -                  | CM          | 2           | 0           | 2      | 0      |
| Totale Torino   | Totale Torino   | Totale Torino   | 86         | 12         |                 | 19              | 5               |                    | 12                 | 1                  |             | 2           | 0           | 119    | 18     |
| Totale carriera | Totale carriera | Totale carriera | 148        | 18         |                 | 34              | 10              |                    | 12                 | 1                  |             | 2           | 0           | 196    | 29     |

### Cronologia presenze e reti in nazionale
| Cronologia completa delle presenze e delle reti in nazionale ― Brasile | Cronologia completa delle presenze e delle reti in nazionale ― Brasile | Cronologia completa delle presenze e delle reti in nazionale ― Brasile | Cronologia completa delle presenze e delle reti in nazionale ― Brasile | Cronologia completa delle presenze e delle reti in nazionale ― Brasile | Cronologia completa delle presenze e delle reti in nazionale ― Brasile | Cronologia completa delle presenze e delle reti in nazionale ― Brasile | Cronologia completa delle presenze e delle reti in nazionale ― Brasile |
| Data                                                                   | Città                                                                  | In casa                                                                | Risultato                                                              | Ospiti                                                                 | Competizione                                                           | Reti                                                                   | Note                                                                   |
| ---------------------------------------------------------------------- | ---------------------------------------------------------------------- | ---------------------------------------------------------------------- | ---------------------------------------------------------------------- | ---------------------------------------------------------------------- | ---------------------------------------------------------------------- | ---------------------------------------------------------------------- | ---------------------------------------------------------------------- |
| 17-5-1979                                                              | Rio de Janeiro                                                         | Brasile                                                                | 6 – 0                                                                  | Paraguay                                                               | Amichevole                                                             | -                                                                      |                                                                        |
| 31-5-1979                                                              | Rio de Janeiro                                                         | Brasile                                                                | 5 – 1                                                                  | Uruguay                                                                | Amichevole                                                             | -                                                                      |                                                                        |
| 26-7-1979                                                              | La Paz                                                                 | Bolivia                                                                | 2 – 1                                                                  | Brasile                                                                | Coppa America 1979 - 1º turno                                          | -                                                                      | Ammonizione                                                            |
| 16-8-1979                                                              | San Paolo                                                              | Brasile                                                                | 2 – 0                                                                  | Bolivia                                                                | Coppa America 1979 - 1º turno                                          | -                                                                      |                                                                        |
| 23-8-1979                                                              | Buenos Aires                                                           | Argentina                                                              | 2 – 2                                                                  | Brasile                                                                | Coppa America 1979 - 1º turno                                          | -                                                                      |                                                                        |
| 15-6-1980                                                              | Rio de Janeiro                                                         | Brasile                                                                | 1 – 2                                                                  | Unione Sovietica                                                       | Amichevole                                                             | -                                                                      |                                                                        |
| 24-6-1980                                                              | Belo Horizonte                                                         | Brasile                                                                | 2 – 1                                                                  | Cile                                                                   | Amichevole                                                             | -                                                                      | Uscita                                                                 |
| 29-6-1980                                                              | San Paolo                                                              | Brasile                                                                | 1 – 1                                                                  | Polonia                                                                | Amichevole                                                             | -                                                                      |                                                                        |
| 27-8-1980                                                              | Fortaleza                                                              | Brasile                                                                | 1 – 0                                                                  | Uruguay                                                                | Amichevole                                                             | -                                                                      | Ammonizione                                                            |
| 25-9-1980                                                              | Asunción                                                               | Paraguay                                                               | 1 – 2                                                                  | Brasile                                                                | Amichevole                                                             | -                                                                      |                                                                        |
| 30-10-1980                                                             | Goiânia                                                                | Brasile                                                                | 6 – 0                                                                  | Paraguay                                                               | Amichevole                                                             | -                                                                      | Uscita                                                                 |
| 21-12-1980                                                             | Cuiabá                                                                 | Brasile                                                                | 2 – 0                                                                  | Svizzera                                                               | Amichevole                                                             | -                                                                      |                                                                        |
| 4-1-1981                                                               | Montevideo                                                             | Argentina                                                              | 1 – 1                                                                  | Brasile                                                                | Copa de Oro                                                            | -                                                                      |                                                                        |
| 7-1-1981                                                               | Montevideo                                                             | Germania Ovest                                                         | 1 – 4                                                                  | Brasile                                                                | Copa de Oro                                                            | 1                                                                      |                                                                        |
| 10-1-1981                                                              | Montevideo                                                             | Uruguay                                                                | 2 – 1                                                                  | Brasile                                                                | Copa de Oro                                                            | -                                                                      |                                                                        |
| 1-2-1981                                                               | Bogotà                                                                 | Colombia                                                               | 1 – 1                                                                  | Brasile                                                                | Amichevole                                                             | -                                                                      |                                                                        |
| 8-2-1981                                                               | Caracas                                                                | Venezuela                                                              | 0 – 1                                                                  | Brasile                                                                | Qual. Mondiali 1982                                                    | -                                                                      |                                                                        |
| 14-2-1981                                                              | Quito                                                                  | Ecuador                                                                | 0 – 6                                                                  | Brasile                                                                | Amichevole                                                             | -                                                                      | Uscita                                                                 |
| 22-2-1981                                                              | La Paz                                                                 | Bolivia                                                                | 1 – 2                                                                  | Brasile                                                                | Qual. Mondiali 1982                                                    | -                                                                      | Ammonizione                                                            |
| 14-3-1981                                                              | Ribeirão Preto                                                         | Brasile                                                                | 2 – 1                                                                  | Cile                                                                   | Amichevole                                                             | -                                                                      |                                                                        |
| 22-3-1981                                                              | Rio de Janeiro                                                         | Brasile                                                                | 3 – 1                                                                  | Bolivia                                                                | Qual. Mondiali 1982                                                    | -                                                                      |                                                                        |
| 29-3-1981                                                              | Goiânia                                                                | Brasile                                                                | 5 – 0                                                                  | Venezuela                                                              | Qual. Mondiali 1982                                                    | 1                                                                      |                                                                        |
| 12-5-1981                                                              | Londra                                                                 | Inghilterra                                                            | 0 – 1                                                                  | Brasile                                                                | Amichevole                                                             | -                                                                      |                                                                        |
| 15-5-1981                                                              | Parigi                                                                 | Francia                                                                | 1 – 3                                                                  | Brasile                                                                | Amichevole                                                             | -                                                                      |                                                                        |
| 19-5-1981                                                              | Stoccarda                                                              | Germania Est                                                           | 1 – 2                                                                  | Brasile                                                                | Amichevole                                                             | 1                                                                      |                                                                        |
| 8-7-1981                                                               | Salvador                                                               | Brasile                                                                | 1 – 0                                                                  | Spagna                                                                 | Amichevole                                                             | -                                                                      |                                                                        |
| 26-8-1981                                                              | Santiago del Cile                                                      | Cile                                                                   | 0 – 0                                                                  | Brasile                                                                | Amichevole                                                             | -                                                                      |                                                                        |
| 28-10-1981                                                             | Porto Alegre                                                           | Brasile                                                                | 3 – 0                                                                  | Bulgaria                                                               | Amichevole                                                             | -                                                                      |                                                                        |
| 26-1-1982                                                              | Natal                                                                  | Brasile                                                                | 3 – 1                                                                  | Germania Est                                                           | Amichevole                                                             | -                                                                      | 78’                                                                    |
| 3-3-1982                                                               | San Paolo                                                              | Brasile                                                                | 1 – 1                                                                  | Cecoslovacchia                                                         | Amichevole                                                             | -                                                                      |                                                                        |
| 21-3-1982                                                              | Rio de Janeiro                                                         | Brasile                                                                | 1 – 0                                                                  | Germania Ovest                                                         | Amichevole                                                             | 1                                                                      |                                                                        |
| 5-5-1982                                                               | São Luis                                                               | Brasile                                                                | 3 – 1                                                                  | Portogallo                                                             | Amichevole                                                             | 1                                                                      |                                                                        |
| 19-5-1982                                                              | Recife                                                                 | Brasile                                                                | 1 – 1                                                                  | Svizzera                                                               | Amichevole                                                             | -                                                                      |                                                                        |
| 27-5-1982                                                              | Uberlândia                                                             | Brasile                                                                | 7 – 0                                                                  | Irlanda                                                                | Amichevole                                                             | -                                                                      |                                                                        |
| 14-6-1982                                                              | Siviglia                                                               | Brasile                                                                | 2 – 1                                                                  | Unione Sovietica                                                       | Mondiali 1982 - 1º turno                                               | -                                                                      |                                                                        |
| 18-6-1982                                                              | Siviglia                                                               | Brasile                                                                | 4 – 1                                                                  | Scozia                                                                 | Mondiali 1982 - 1º turno                                               | -                                                                      |                                                                        |
| 23-6-1982                                                              | Siviglia                                                               | Brasile                                                                | 4 – 0                                                                  | Nuova Zelanda                                                          | Mondiali 1982 - 1º turno                                               | -                                                                      |                                                                        |
| 2-7-1982                                                               | Barcellona                                                             | Argentina                                                              | 1 – 3                                                                  | Brasile                                                                | Mondiali 1982 - 2º turno                                               | 1                                                                      |                                                                        |
| 5-7-1982                                                               | Barcellona                                                             | Italia                                                                 | 3 – 2                                                                  | Brasile                                                                | Mondiali 1982 - 2º turno                                               | -                                                                      |                                                                        |
| 28-4-1983                                                              | Rio de Janeiro                                                         | Brasile                                                                | 3 – 2                                                                  | Cile                                                                   | Amichevole                                                             | -                                                                      | Uscita                                                                 |
| 28-7-1983                                                              | Santiago del Cile                                                      | Cile                                                                   | 0 – 0                                                                  | Brasile                                                                | Amichevole                                                             | -                                                                      |                                                                        |
| 17-8-1983                                                              | Quito                                                                  | Ecuador                                                                | 0 – 1                                                                  | Brasile                                                                | Coppa America 1983 - 1º turno                                          | -                                                                      | cap.                                                                   |
| 24-8-1983                                                              | Buenos Aires                                                           | Argentina                                                              | 1 – 0                                                                  | Brasile                                                                | Coppa America 1983 - 1º turno                                          | -                                                                      | cap.                                                                   |
| 1-9-1983                                                               | Goiânia                                                                | Brasile                                                                | 5 – 0                                                                  | Ecuador                                                                | Coppa America 1983 - 1º turno                                          | -                                                                      | cap.                                                                   |
| 14-9-1983                                                              | Goiânia                                                                | Brasile                                                                | 0 – 0                                                                  | Argentina                                                              | Coppa America 1983 - 1º turno                                          | -                                                                      |                                                                        |
| 13-10-1983                                                             | Asunción                                                               | Paraguay                                                               | 1 – 1                                                                  | Brasile                                                                | Coppa America 1983 - Semifinale                                        | -                                                                      | cap.                                                                   |
| 20-10-1983                                                             | Uberlândia                                                             | Brasile                                                                | 0 – 0                                                                  | Paraguay                                                               | Coppa America 1983 - Semifinale                                        | -                                                                      | cap.                                                                   |
| 27-10-1983                                                             | Montevideo                                                             | Uruguay                                                                | 2 – 0                                                                  | Brasile                                                                | Coppa America 1983 - Finale                                            | -                                                                      | cap.                                                                   |
| 4-11-1983                                                              | Salvador de Bahia                                                      | Brasile                                                                | 1 – 1                                                                  | Uruguay                                                                | Coppa America 1983 - Finale                                            | -                                                                      |                                                                        |
| 10-6-1984                                                              | Rio de Janeiro                                                         | Brasile                                                                | 0 – 2                                                                  | Inghilterra                                                            | Amichevole                                                             | -                                                                      |                                                                        |
| 2-6-1985                                                               | Santa Cruz de la Sierra                                                | Bolivia                                                                | 0 – 2                                                                  | Brasile                                                                | Qual. Mondiali 1986                                                    | -                                                                      |                                                                        |
| 8-6-1985                                                               | Porto Alegre                                                           | Brasile                                                                | 3 – 1                                                                  | Cile                                                                   | Amichevole                                                             | -                                                                      |                                                                        |
| 16-6-1985                                                              | Asunción                                                               | Paraguay                                                               | 0 – 2                                                                  | Brasile                                                                | Qual. Mondiali 1986                                                    | -                                                                      |                                                                        |
| 23-6-1985                                                              | Rio de Janeiro                                                         | Brasile                                                                | 1 – 1                                                                  | Paraguay                                                               | Qual. Mondiali 1986                                                    | -                                                                      |                                                                        |
| 30-6-1985                                                              | San Paolo                                                              | Brasile                                                                | 1 – 1                                                                  | Bolivia                                                                | Qual. Mondiali 1986                                                    | -                                                                      |                                                                        |
| 7-5-1986                                                               | Curitiba                                                               | Brasile                                                                | 1 – 1                                                                  | Cile                                                                   | Amichevole                                                             | -                                                                      |                                                                        |
| 1-6-1986                                                               | Guadalajara                                                            | Spagna                                                                 | 0 – 1                                                                  | Brasile                                                                | Mondiali 1986 - 1º turno                                               | -                                                                      | 79’                                                                    |
| 6-6-1986                                                               | Guadalajara                                                            | Algeria                                                                | 0 – 1                                                                  | Brasile                                                                | Mondiali 1986 - 1º turno                                               | -                                                                      |                                                                        |
| 12-6-1986                                                              | León                                                                   | Brasile                                                                | 3 – 0                                                                  | Irlanda del Nord                                                       | Mondiali 1986 - 1º turno                                               | -                                                                      |                                                                        |
| 16-6-1986                                                              | Guadalajara                                                            | Brasile                                                                | 4 – 0                                                                  | Polonia                                                                | Mondiali 1986 - Ottavi di finale                                       | -                                                                      |                                                                        |
| 21-6-1986                                                              | Guadalajara                                                            | Brasile                                                                | 1 – 1 dts (3 – 4 dtr)                                                  | Francia                                                                | Mondiali 1986 - Quarti di finale                                       | -                                                                      | 91’                                                                    |
| 15-4-1992                                                              | Cuiabá                                                                 | Brasile                                                                | 3 – 1                                                                  | Finlandia                                                              | Amichevole                                                             | -                                                                      | cap.                                                                   |
| 30-4-1992                                                              | Montevideo                                                             | Uruguay                                                                | 1 – 0                                                                  | Brasile                                                                | Amichevole                                                             | -                                                                      | cap.                                                                   |
| 17-5-1992                                                              | Londra                                                                 | Inghilterra                                                            | 1 – 1                                                                  | Brasile                                                                | Amichevole                                                             | -                                                                      | 78’                                                                    |
| 31-7-1992                                                              | Los Angeles                                                            | Brasile                                                                | 5 – 0                                                                  | Messico                                                                | Amichevole                                                             | -                                                                      |                                                                        |
| 26-8-1992                                                              | Parigi                                                                 | Francia                                                                | 0 – 2                                                                  | Brasile                                                                | Amichevole                                                             | -                                                                      | 84’                                                                    |
| 23-9-1992                                                              | Paranavaí                                                              | Brasile                                                                | 4 – 2                                                                  | Costa Rica                                                             | Amichevole                                                             | -                                                                      | 73’                                                                    |
| 25-11-1992                                                             | Campina Grande                                                         | Brasile                                                                | 1 – 2                                                                  | Uruguay                                                                | Amichevole                                                             | -                                                                      | 46’                                                                    |
| 16-12-1992                                                             | Porto Alegre                                                           | Brasile                                                                | 3 – 1                                                                  | Germania                                                               | Amichevole                                                             | -                                                                      | 53’                                                                    |
| Totale                                                                 |                                                                        | Presenze                                                               | 69                                                                     |                                                                        | Reti                                                                   | 6                                                                      |                                                                        |

## Palmarès

### Club

#### Competizioni statali
- Campionato Carioca: 5

Flamengo: 1974, 1978, 1979, 1981, 1991

#### Competizioni nazionali
- Campionato brasiliano: 4

Flamengo: 1980, 1982, 1983, 1992
- Coppa del Brasile: 1

Flamengo: 1990

#### Competizioni internazionali
- Coppa Libertadores: 1

Flamengo: 1981
- Coppa Intercontinentale: 1

Flamengo: 1981
- Coppa Mitropa: 1

Torino: 1991

### Individuale
- Bola de Prata: 5

1980, 1983, 1984, 1991, 1992
- Bola de Ouro: 1

1992
- Equipo Ideal de América: 1

1992
- Inserimento nel FIFA 100 (2004)
- Candidatura al Dream Team del Pallone d'oro (2020)